# Roberto César
Roberto César, właśc. Roberto César Itacaramby (ur. 14 lutego 1955 w Goiânii) – piłkarz brazylijski, występujący podczas kariery na pozycji pomocnika.

## Kariera klubowa
Karierę piłkarską Roberto César rozpoczął w klubie Cruzeiro EC w 1974. W lidze brazylijskiej zadebiutował 10 kwietnia 1974 w zremisowanym 1-1 meczu z Portuguesą São Paulo. Z Cruzeiro Roberto César trzykrotnie zdobył mistrzostwo stanu Minas Gerais – Campeonato Mineiro w 1974, 1975, 1977. W latach 1977–1978 występował w Operário Campo Grande, po czym powrócił do Cruzeiro.
W barwach Cruzeiro Roberto César z 13 bramkami był królem strzelców ligi brazylijskiej w 1979. W latach 1981–1982 i 1983–1984 Roberto César występował w Portuguesie São Paulo. W 1984 i 1986 był zawodnikiem Náutico Recife. Z Náutico zdobył mistrzostwo stanu Pernambuco – Campeonato Pernambucano w 1984. W 1985 Roberto César występował w Grêmio Porto Alegre.
W barwach Grêmio 10 marca 1985 w przegranym 2-3 meczu z Náutico Roberto César wystąpił po raz ostatni w lidze brazylijskiej. Ogółem w latach 1974-1985 wystąpił w lidze w 97 meczach, w których strzelił 39 bramek. Karierę zakończył w 1989.